# Heinkel He 72
O Heinkel He 72 foi um avião biplano monomotor produzido em massa pela Heinkel, na Alemanha. As milhares de unidades produzidas foram usadas no seio civil, como aeronave recreativa, e no seio militar, como aeronave de treino e caça ligeiro. Juntamente com o Fw 44, o Ar 66 e o Go 145 uma das principais aeronaves de treino da Luftwaffe.